# Biotopo risorgive di Codroipo
Le Risorgive di Codroipo sono un biotopo del Friuli-Venezia Giulia istituito come area naturale protetta nel 2007.
Occupa una superficie di circa 100 ha nella provincia di Udine.